# Besinnungsweg Ehinger Alb

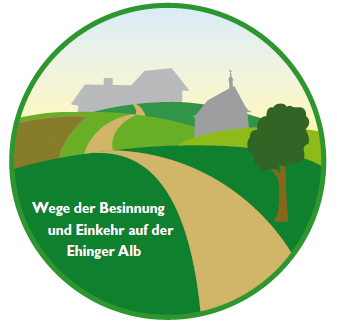
Wegzeichen des Besinnungsweges

Der Besinnungsweg, offizieller Name Wege der Besinnung und Einkehr auf der Ehinger Alb, ist ein 51 km langer Rundweg. Er verbindet und umschließt sechs Teilorte der Stadt Ehingen (Donau) auf der Hochfläche der südostwärtigen Schwäbischen Alb. Der Weg ist ein Gemeinschaftsprojekt der Ortschaften Altsteußlingen, Dächingen, Erbstetten, Frankenhofen, Granheim, Mundingen und der Stadt Ehingen (Donau) innerhalb der Lokalen Agenda 21 Ehingen, begleitet vom Förderverein „Besinnungsweg Ehinger Alb im Biosphärengebiet e.V.“
Die Wege der Besinnung und Einkehr auf der Ehinger Alb wurden am 2. September 2011 als erster Wanderweg innerhalb des Biosphärengebiets Schwäbische Alb durch den Verband Deutscher Gebirgs- und Wandervereine als Qualitätsweg Wanderbares Deutschland zertifiziert. Auf der CMT 2018 in Stuttgart erhielt der Weg am 13. Januar zum dritten Mal das Zertifikat.

## Der Weg
Der Weg verläuft auf der Albhochfläche. Bei entsprechendem Wetter sieht man bis zur 400 km breiten Kette der Alpen. Der Rundweg kann in beiden Richtungen begangen werden. Es ist dem Wanderer überlassen, sich seine Strecke(n) und Gehrichtung(en) abhängig von Kondition, Wetter und zur Verfügung stehender Zeit selbst festzulegen. Auf der Internetseite des Besinnungswegs gibt es Vorschläge für Touren von Parkplatz zu Parkplatz. Eine Wanderkarte gibt es bei Tourist-Info Ehingen am Marktplatz und im Informationszentrum Ehinger Alb in Dächingen.
Der Weg ist nicht nur ein Wanderweg. Mit dem schwäbischen Ausruf „Bsenn de au!“ („Besinne Dich!“) wird der Wanderer dazu aufgefordert, zur Ruhe zu kommen und sich zu besinnen. 30 Tafeln entlang des Weges informieren über Besonderheiten der Landschaft, ihrer Geschichte und Bewohner. So begleitet ein Besinnungsgedanke den Wanderer jeweils auf dem weiteren Weg.

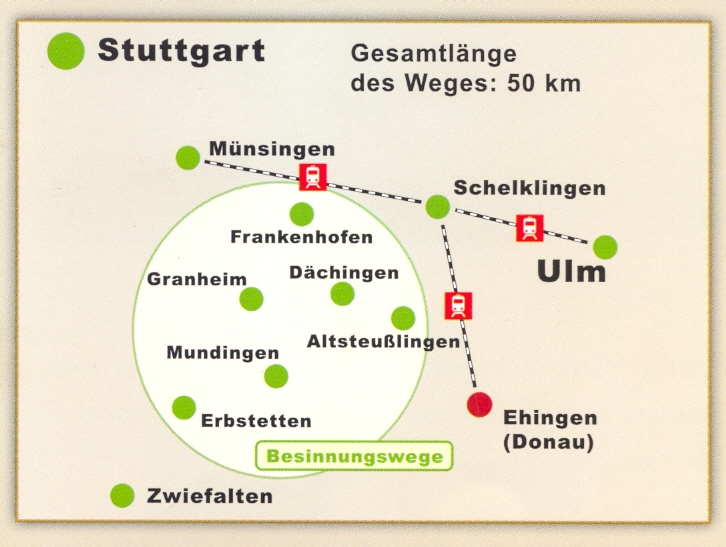
Lage des Weges
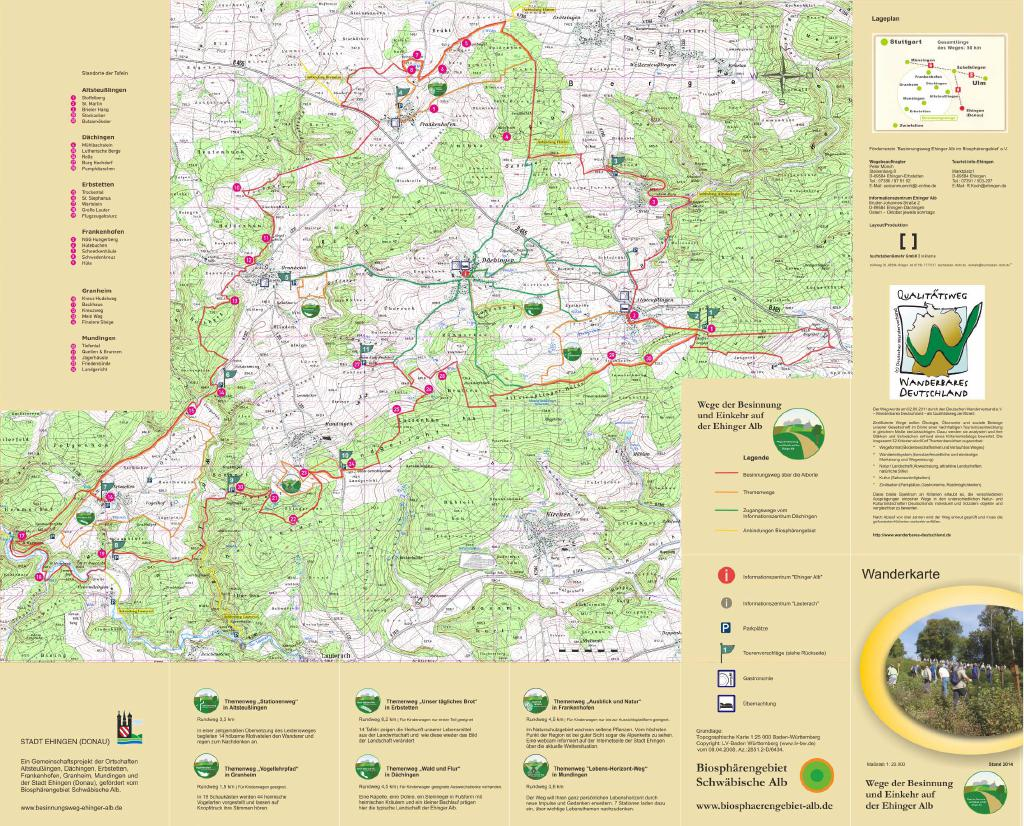
Karte Besinnungsweg Ehinger Alb
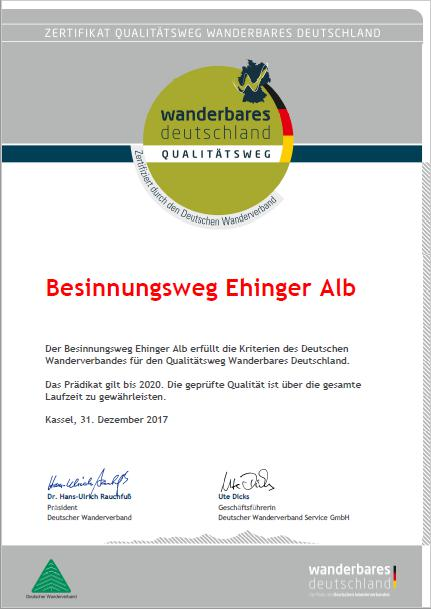
Urkunde 2018
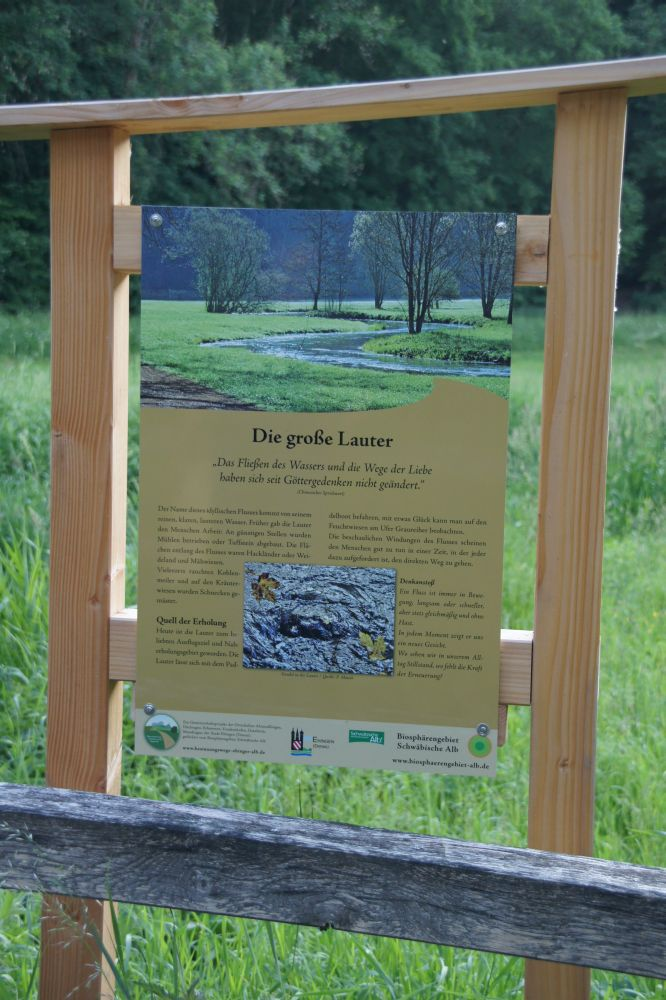
Tafel an der Großen Lauter
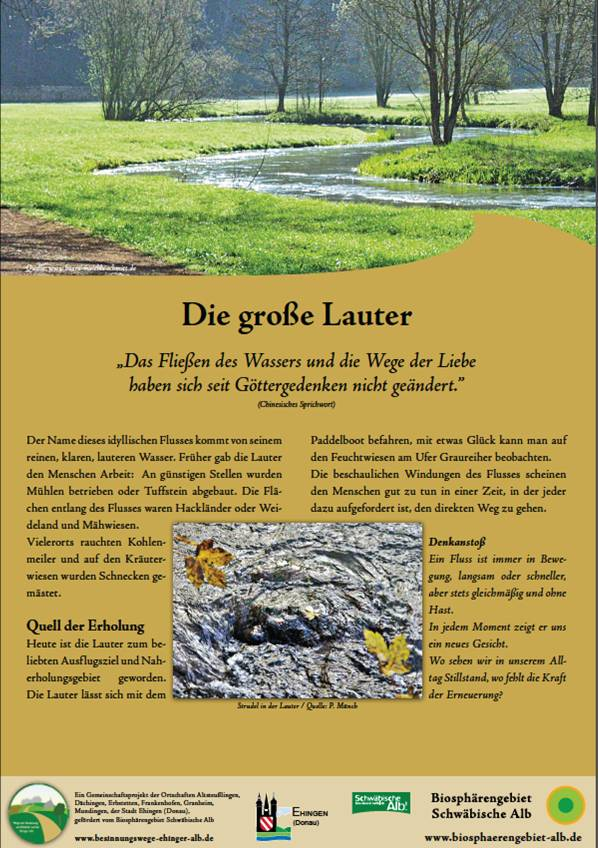
Bilder und Texte der Tafel an der Großen Lauter

Der Besinnungsweg wird ergänzt durch weitere Themenwege und -orte. Jede der sechs Ortschaften hat ein weiteres Element hinzugefügt. Auf kürzeren Rundwegen werden Themen zum Nachdenken, aus dem täglichen Leben, aus der Landschaft oder aus der Natur aufgegriffen und vertieft.

### „Stationenweg“ in Altsteußlingen
Unter dem Motto „Last aufnehmen, Last abgeben“ wird der Besucher in Altsteußlingen aufgefordert, am Beginn des Weges einen Stein als symbolische Last mitzunehmen und an der letzten Station wieder abzulegen. 14 moderne Holzstelen entlang des ca. 3,3 km langen Weges geben mit Symbolen und einem Wort Impulse zum Nachdenken. Sie wurden von Holzbildhauermeister Roland Nehm gestaltet.

### „Durch Wald und Flur“ in Dächingen
Auf dem rund 4,5 km langen Rundweg auf Dächinger Gemarkung geht es vorbei an verschiedenen, von Menschen zu unterschiedlichen Zeiten geschaffenen Eingriffen in die Natur. So liegt zum Beispiel ein Steinriegel, Lebensraum für monokulturgefährdete Tiere und Pflanzen als „Fußabdruck im Biosphärengebiet“. An der Fußspitze ist er mit 40 verschiedenen albtypischen Gewürz- und Heilkräutern bepflanzt. Im Osten wird er begrenzt durch einen Wegweiser zu Wanderzielen auf der Alb, im Westen schließt sich ein Insektenhotel neben einer Doline an.

### „Unser tägliches Brot“ in Erbstetten
Der rund sieben Kilometer lange Wanderweg auf Erbstettener Gemarkung mit 17 Tafeln und 16 Schaupflanzungen thematisiert die Sorge/Mühe der Menschen um die Sicherung ihrer Ernährung, die Herkunft der Lebensmittel aus der Landwirtschaft und die Veränderungen in der Natur/Landschaft durch die Landwirtschaft.

### „Ausblick und Natur“ in Frankenhofen
Der knapp sieben Kilometer lange Rundweg führt u. a. durch ein Naturschutzgebiet mit alten Hutebuchen. Auf der mit 768,5 m höchsten Erhebung des Bezirks, dem Schneckenhäule bei Frankenhofen, bietet eine Plattform einen Blick auf das Naturschutzgebiet Hungerberg und bei geeigneten Wetterlagen auch einen Blick auf die Alpen. Eine Web-Cam vor Ort zeigt außerdem im Internet das aktuelle Wetter.

### „Vogellehrpfad“ in Granheim
In Granheim befindet sich ein Vogellehrpfad. Auf diesem 2 km langen, kinderwagen- und rollstuhlgeeigneten Weg werden in 19 Schaukästen 44 heimische Vogelarten vorgestellt. Die Vögel sind in Handarbeit in Lebensgröße aus Ton geformt und naturgetreu bemalt. Durch das Betätigen eines Druckknopfes ertönen die jeweiligen Vogelstimmen.

### „Lebens-Horizont-Weg“ in Mundingen
Begehbare Kunstwerke auf Mundinger Gemarkung eröffnen Erlebnisräume, die dazu einladen, über existentielle Grundfragen unseres Lebens nachzudenken.

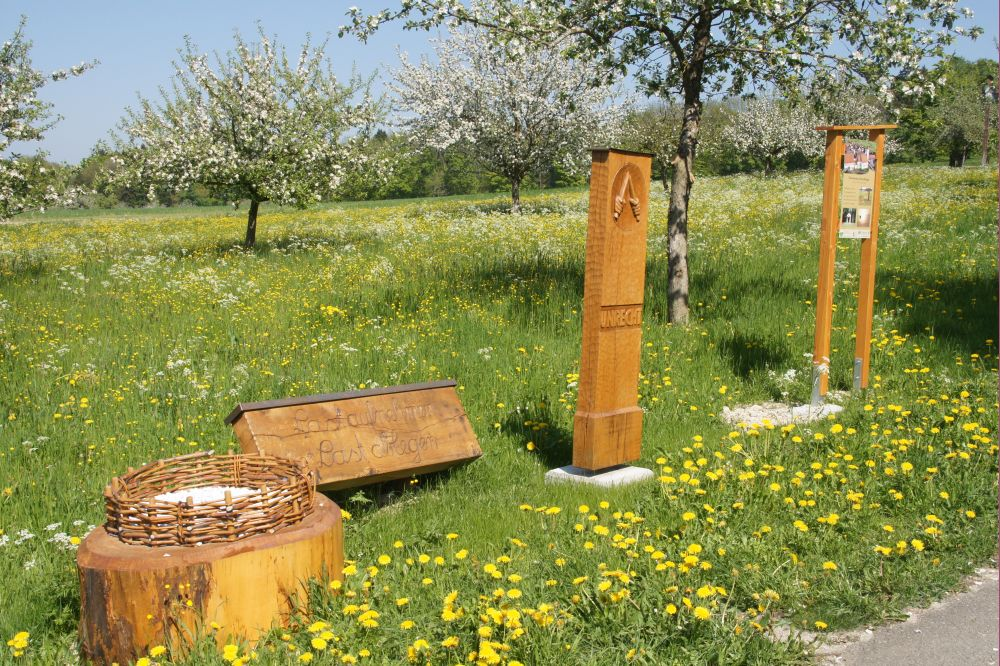
Beginn Stationenweg in Altsteußlingen
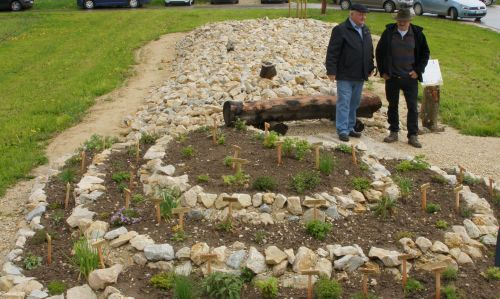
Steinriegel Fußabdruck in Dächingen
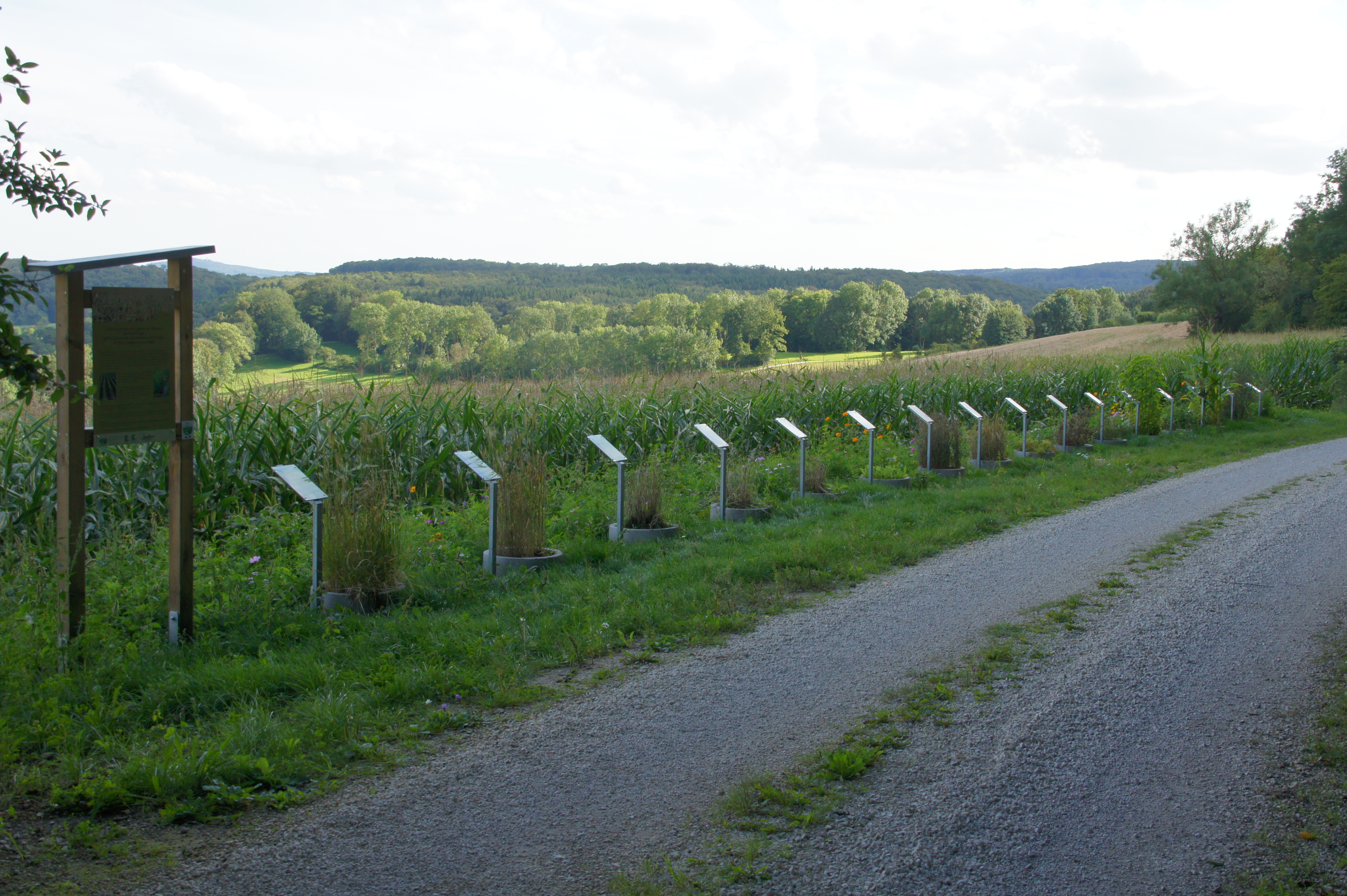
Schaupflanzungen in Erbstetten
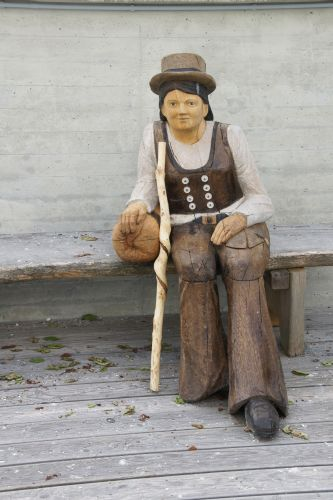
„Lene“ in Frankenhofen
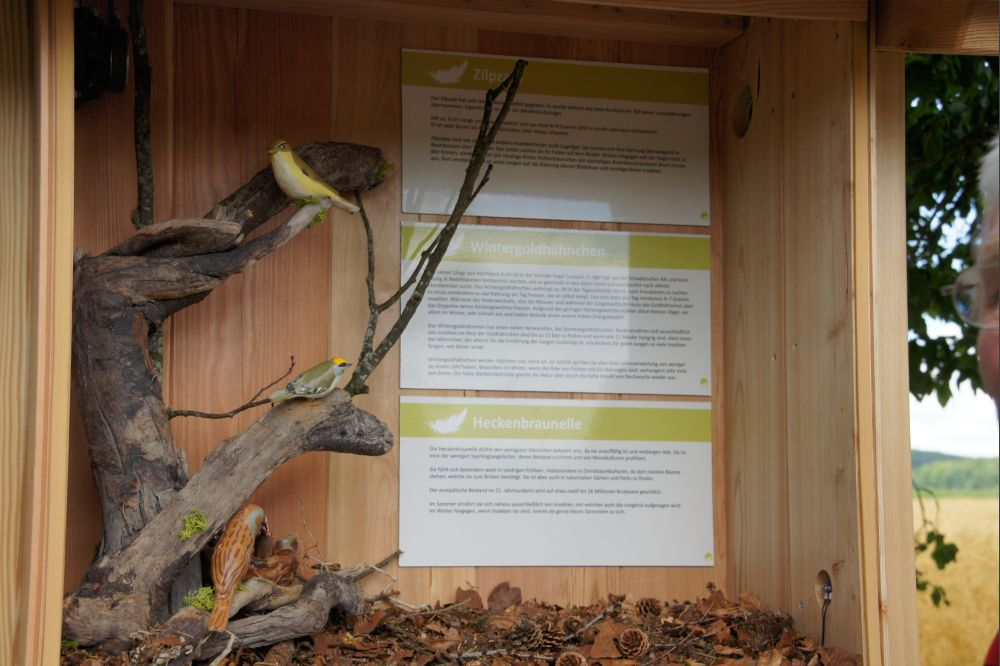
Schaukasten Vogellehrpfad in Granheim
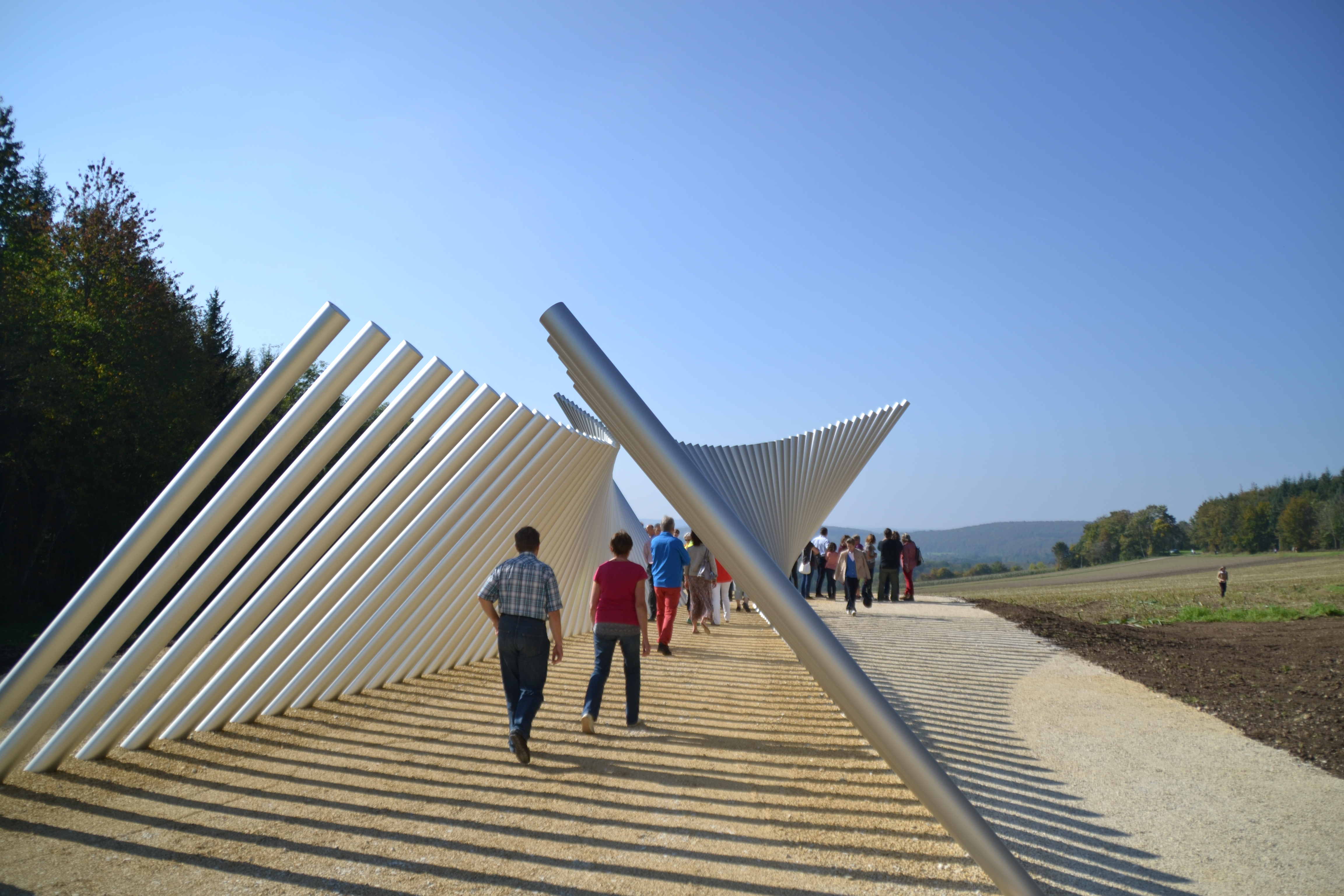
Enger und weiter Horizont in Mundingen

## Verweise